# Platanthera arfakensis
Platanthera arfakensis là một loài thực vật có hoa trong họ Lan. Loài này được Renz miêu tả khoa học đầu tiên năm 1987.